# Вранища
 Тази статия е за селото в Северна Македония.  За горанското село в Косово вижте Вранище (община Драгаш).  
Вранища (на македонска литературна норма: Враништа; на албански: Vranishti) е село в Северна Македония, в община Струга.

## География
Селото е разположено в централната част на Стружкото поле на левия бряг на Черни Дрин.

## История

### Праистория
В югозападния край на селото, при вливането на река Шум в Черни Дрин, в местността Църквени ливади е разкрито енеолитно селище.

### Средновековие
Църквата „Света Богородица Пречиста“ е изграден върху голяма средновековна трикорабна базилика от IX - X век.

### В Османската империя
Църквата „Свети Никола“ е от началото на XIX век.
В XIX век Вранища е село в Стружка нахия на Охридска каза на Османската империя. В „Етнография на вилаетите Адрианопол, Монастир и Салоника“, издадена в Константинопол в 1878 година и отразяваща статистиката на населението от 1873 година, Вранишча (Vranistcha) е посочено като село с 95 домакинства, като жителите му са 16 мюсюлмани и 230 българи.
Според Васил Кънчов в 90-те години Вранища има 60 християнски къщи. Според статистиката му („Македония. Етнография и статистика“) в 1900 година Вранища има 526 жители българи християни и 6 българи мохамедани.
На Етнографската карта на Битолския вилает на Картографския институт в София от 1901 година Вранища е чисто българско село в Охридската каза на Битолския санджак с 65 къщи.
Цялото християнско население на селото е под върховенството на Българската екзархия. По данни на секретаря на екзархията Димитър Мишев („La Macédoine et sa Population Chrétienne“) в 1905 година в Вранища има 600 българи екзархисти и в селото функционира българско училище.
По време на Балканската война в 1912 година 3 души от селото се включват като доброволци в Македоно-одринското опълчение.

### В Сърбия, Югославия и Северна Македония
Според преброяването от 2002 година селото има 1517 жители.
| Националност     | Всичко |
| северномакедонци | 1506   |
| албанци          | 0      |
| турци            | 0      |
| роми             | 0      |
| власи            | 4      |
| сърби            | 4      |
| бошняци          | 0      |
| други            | 3      |

На 17 декември 2000 година е поставен темелния камък на третата църква в селото „Света Петка“. Църквата е осветена от митрополит Тимотей Дебърско-Кичевски на 16 септември 2007 година. В селото има и три параклиса – „Свети Атанасий Велики“, изграден в 1973 година, „Свети Козма и Дамян“, изграден в 1985 година и „Свети архангел Михаил“, изграден в 1992 година.
В 2014 година формата на името на селото е върната от Вранище (Враниште) към историческата Вранища (Враништа).

## Личности
Родени във Вранища
- Дуко Наумов, български революционер от ВМОРО, четник на Евстатий Шкорнов[12]
- Кръстан Зотуров, български революционер, деец на ВМОРО[13]
- Лазар Цириов, български революционер
- Милош Апостолов, български революционер от ВМОРО, четник на Петър Юруков[14]

Свързани с Вранища
- Коста Писинов, български учител в селото между 1867 и 1868 година[15]